# Pottblagen
Pottblagen ist ein Kollaboalbum der Rapper Reece und M.I.K.I, welches am 30. November 2018 als letztes Album über das Label Kopfnussmusik erschien. Das Album kann digital oder als Boxset erworben werden. Das Boxset enthält neben dem Album noch das Pottblagen Mixtape, die Gift-EP von Reece und Sonikk und die EP 4 Letters von M.I.K.I sowie eine Bauchtasche mit dem Logo des Labels Kopfnussmusik und ein Poster.

## Hintergrund
Das Album sollte ursprünglich am 5. Oktober 2018 erscheinen und wurde am 21. Mai 2018 mit einem Albumtrailer angekündigt. Aufgrund labelinterner Probleme wurde die Veröffentlichung auf den 30. November 2018 verschoben.
Während der Promophase wurde das Album von den deutschen Hip-Hop-Medien ignoriert.
Im Rahmen der Releaseparty, welche anders als die Veröffentlichung des Albums nicht verschoben wurde, kam es zu einer Auseinandersetzung zwischen einem Schalke-Fan, Gästen der Party, der Polizei sowie den Rappern selbst, in dessen Folge 16 Beteiligte in Gewahrsam genommen wurden. Reece und M.I.K.I widersprachen der Darstellung des Vorfalls durch Polizei und Medien und thematisierten den Vorfall in ihrem Musikvideo zu Sorgenkind.

## Thematik
Thematisch setzen sich Reece und M.I.K.I mit ihrer Kindheit und Jugend sowie dem harten Leben von Arbeitern im postindustriellen Ruhrgebiet auseinander. Weitere Themen, die angesprochen werden, sind Alkohol- und Drogenkonsum, Fußball, Straftaten, Jugendsünden und bereute Fehler sowie die Mentalität, die im Ruhrgebiet vorherrscht.

## Covergestaltung
Auf dem Cover sind zwei auf dem Bordstein sitzende Jungen und ein Fußball zu sehen. Am unteren Rand stehen die Namen der Rapper und des Albums.

## Gastbeiträge
Auf drei Liedern gibt es Gastbeiträge anderer Rapper. Sonikk ist auf Pottblagen und Spielplatzkids, DeoZ auf Zurück zu dir vertreten.

## Musikvideos
Im Rahmen der Promophase wurden zu drei Liedern des Albums sowie zu einem Lied des Pottblagen Boxtapes Musikvideos auf dem Youtubekanal des Labels Kopfnussmusik veröffentlicht. Einige Monate nach der Veröffentlichung des Albums folgten zudem noch weitere Musikvideos zu einem Lied des Albums und einem Lied der 4 Letters EP.
Das Musikvideo zu Matrix handelt von einem männlichen Protagonisten, welcher gefesselt vor einem Computer mit Röhrenbildschirm in einer Lagerhalle sitzt und vergeblich versucht, sich zu befreien. Daraufhin kommt ein weiterer männlicher Protagonist mit einem Baseballschläger, befreit den Gefesselten und zerstört den Computer. Im Anschluss setzen sich beide in ein Auto. Zwischendurch werden immer wieder kurze Sequenzen, in denen Reece in derselben Lagerhalle rappt, gezeigt.
Im Musikvideo zu Straßenpöhler gibt es diverse Szenen, in denen Jungen in Fußballtrikots aus den frühen Zweitausender Jahren auf Bolzplätzen und Wiesen Fußball spielen. Zwischendurch sind M.I.K.I (in einem Trikot der kroatischen Fußballnationalmannschaft) und Reece beim Rappen zu sehen.
Das Musikvideo zu Sorgenkind beginnt mit einer Szene, in der Reece und M.I.K.I in einem Auto sitzen und einen Radiobeitrag hören, in dem es um eine Auseinandersetzung zwischen einem Schalke-Fan und einem Dortmund-Fan und anschließend zu einer Massenschlägerei kommt. Diese Schlägerei fand tatsächlich bei der Releaseparty zum Album statt. Reece und M.I.K.I sind zudem in verschiedenen Szenen in einer Unterführung zu sehen, in der sie rappen. Die Rahmenhandlung des Musikvideos wird durch einen jungen männlichen Protagonisten gestaltet. Dieser fängt in einer Kneipe eine körperliche Auseinandersetzung mit einem anderen Kneipengast an und wird daraufhin der Kneipe verwiesen. Draußen greift er einen Passanten mit einem Schlagstock an und schlägt diesen nieder, trinkt am Steuer Wodka und dealt, während seine Mutter sorgenvoll einen Brief liest. Schlussendlich wird der Protagonist vor den Augen seiner Mutter von der Polizei festgenommen und abgeführt.
Im Musikvideo zu Willkommen im Ruhrpott sind die beiden Interpreten sowie ein weinender Clown, ein Junge, eine Frau und mehrere Männer in einer alten Industrieanlage im Ruhrgebiet zu sehen.
Im Musikvideo zu Zurück zu dir werden neben den Interpreten Reece, M.I.K.I und DeoZ auch verschiedene Menschen aus dem Ruhrgebiet und aus Berlin gezeigt. Darunter befinden sich ein pfandflaschensammelnder Obdachloser, ein Dealer, ein Drogenkonsument, ein maskierter Räuber, ein Graffitikünstler, ein Straßenmusiker, ein Fahrgast der Berliner Verkehrsbetriebe, ein Berliner Kneipenwirt und ein Rollstuhlfahrer.
Das letzte veröffentlichte Musikvideo zum Lied Balkanisches Herz von der 4 Letters EP spielt in einem bosnischen Dorf, wo M.I.K.I mit Verwandten an einem reich gedeckten Tisch sitzt, isst und Alkohol trinkt. Dazwischen sieht man ihn draußen vor alten Fahrzeugen performen.

## Titelliste
| #  | Titel                  | Gastmusiker | Länge |
| -- | ---------------------- | ----------- | ----- |
| 1  | Intro                  |             |       |
| 2  | Willkommen im Ruhrpott |             |       |
| 3  | Pottblagen             | Sonikk      |       |
| 4  | Sorgenkind             |             |       |
| 5  | Sturkopf               |             |       |
| 6  | Kind geblieben         |             |       |
| 7  | Straßenpöhler          |             |       |
| 8  | Bengel im Block        |             |       |
| 9  | Von Mailand nach Paris |             |       |
| 10 | Elena                  |             |       |
| 11 | Bella Ciao             |             |       |
| 12 | Spielplatzkids         | Sonikk      |       |
| 13 | 10000 Steine           |             |       |
| 14 | Zurück zu dir          | DeoZ        |       |
| 15 | Outro                  |             |       |

Auf dem Pottblagen Mixtape finden sich weitere 14 Lieder:
| Titel                         | Interpreten          |
| ----------------------------- | -------------------- |
| Bis mich einer versteht       | Reece, M.I.K.I       |
| Die Welt auf meinen Schultern | Reece, M.I.K.I       |
| Ist es das Wert               | Reece, M.I.K.I       |
| Narbe                         | Reece, M.I.K.I       |
| Unperfekt                     | Reece, M.I.K.I       |
| Ich hatte nur dich            | Reece, M.I.K.I       |
| Alles OK                      | Reece, M.I.K.I       |
| Ich steig in den Flieger      | Reece, M.I.K.I, DeoZ |
| Pommesbude                    | Reece, M.I.K.I       |
| Matrix                        | Reece                |
| Apokalypse                    | Sonikk               |
| Telefon                       | Reece, Akzent        |
| Tunnelblick                   | Reece, M.I.K.I       |
| Du bist tot 2                 | Sonikk               |

Auf der EP Gift sind sechs weitere Lieder zu finden:
| Titel               | Interpreten   |
| ------------------- | ------------- |
| Warum machen sie so | Reece, Sonikk |
| Schlangen           | Reece, Sonikk |
| Endstufensound      | Reece, Sonikk |
| Kein Problem        | Reece, Sonikk |
| Lass sie reden      | Reece, Sonikk |
| Für meine Gang      | Reece, Sonikk |

Die 4 Letters EP von M.I.K.I umfasst weitere sechs Lieder
| Titel                       | Interpreten |
| --------------------------- | ----------- |
| Balkanisches Herz           | M.I.K.I     |
| Meine Melodie               | M.I.K.I     |
| Wir beide gegen den Rest    | M.I.K.I     |
| Keine wie sie (Nicola)      | M.I.K.I     |
| Team 57                     | M.I.K.I     |
| Für immer Deutscher Meister | M.I.K.I     |

## Charterfolg
Pottblagen ist am 7. Dezember 2018 auf Platz 36 der deutschen Albumcharts eingestiegen.